# La Ferté
La Ferté är en kommun i departementet Jura i regionen Bourgogne-Franche-Comté i östra Frankrike. Kommunen ligger i kantonen Arbois som tillhör arrondissementet Lons-le-Saunier. År 2022 hade La Ferté 187 invånare.

## Befolkningsutveckling
Antalet invånare i kommunen La Ferté
Referens:INSEE